# Tour Carbonnière
La tour Carbonnière est une tour de guet construite à la fin du XIIIe siècle pour protéger la ville fortifiée d'Aigues-Mortes, dans le département français du Gard en région Occitanie.

## Localisation
La tour se trouve sur le territoire de la commune de Saint-Laurent-d'Aigouze, dans le département du Gard en région Occitanie.
Elle se dresse au milieu des marais, entre le Vistre et le canal du Rhône à Sète, sur l'ancienne route reliant Saint-Laurent-d'Aigouze à Aigues-Mortes.
Sa terrasse offre une vue panoramique sur la Petite Camargue.

## Historique
Vers 1240, le roi de France Louis IX (Saint Louis) fait construire à cet endroit, sur les terres de l'abbaye de Psalmody, un pont sur pilotis qui permet de rejoindre la ville en traversant la Vistre, un fleuve côtier qui était navigable à l'époque.
La tour devrait son nom à ce « pont de la Carbonnière», qui  est mentionné dans un acte de 1270 mais, selon d'autres sources, le nom viendrait de celui du fonctionnaire qui percevait les droits de péage à l'époque du roi Charles VII au XVe siècle,,.
La tour Carbonnière est construite à la fin du XIIIe siècle en même temps  que les remparts de la ville d'Aigues-Mortes, dont elle était un poste avancé,,,. Les pierres provenant de la même carrière,,.
La tour est citée pour la première fois dans un texte daté de 1346 qui donne des précisions sur la fonction de l'ouvrage : il y est dit que « cette forteresse est la clé du royaume en cette contrée ».
En effet, située au milieu des marais, elle est alors le passage obligé pour accéder à Aigues-Mortes : les moines de Psalmody en sont alors les gardiens, ils veillent à son entretien et en retirent un droit de péage,. Au début, les habitants de la ville, les officiers du roi, les nobles, les ecclésiastiques et les médecins étaient exempts au droit de péage mais, à partir de 1409, il n'y eut plus aucune exception,.
La tour Carbonnière est alors tenue par une garnison composée d'un châtelain et de plusieurs gardes. La terrasse pouvait supporter jusqu'à quatre pièces d'artillerie.
À l'époque, les gouverneurs d'Aigues-Mortes ajoutent souvent à leur titre celui de « capitaine de la tour Carbonnière»,.
Aux XVIe et XVIIe siècles, la tour Carbonnière est attaquée à coups de canon à plusieurs reprises, en particulier durant les guerres de Religion, où les protestants et les catholiques se battent pour conquérir ce point de contrôle vers Aigues-Mortes. La tour est prise par les Huguenots (protestants) en 1562 après leur victoire à Saint-Gilles,,. En 1576, Aigues-Mortes est donnée aux Huguenots comme une de leurs places de sûreté en Languedoc et on leur accorde également le fort de Peccais et la tour Carbonnière. Aigues-Mortes et la tour Carbonnière feront l'objet de nouvelles luttes au début du XVIIe siècle durant les rébellions huguenotes sous le règne de Louis XIII jusqu'à la paix d'Alès en 1629,. Ainsi, le Duc de Rohan fait le siège de la tour Carbonnière le 18 mars 1622 avec 4 000 hommes et 3 canons mais l'entreprise ne réussit pas,,,,.
La tour Carbonnière est conservée comme ouvrage défensif jusqu'en 1810,. En 1811, elle est remise à la Ville d'Aigues-Mortes, qui la cède en 1819 au ministère de la guerre,,.
En 1825, l'ingénieur en chef du Gard demande sa démolition car elle menace ruine et pourrait par sa chute couper la communication entre Nîmes et  Aigues-Mortes mais son avis n'est pas suivi par le ministre de la guerre,.
En 1858, le commandant du génie, à Nîmes, propose la restauration complète de la tour : les travaux de restauration, approuvés par le ministre de la guerre, sont entrepris en 1859,.
En 1870, la tour est sur le point d'être démolie parce que le chemin est trop étroit pour acheminer les marchandises, mais il est alors décidé de contourner l'édifice par la droite et par la gauche pour pouvoir le préserver,.

## Statut patrimonial
La tour Carbonnière fait l'objet d'un classement au titre des monuments historiques : classement par liste de 1889 et par arrêté du 1er décembre 1903.
Après avoir été propriété de l'état, elle est cédée à la ville d'Aigues-Mortes, puis à la ville de Saint Laurent d'Aigouze.

## Architecture

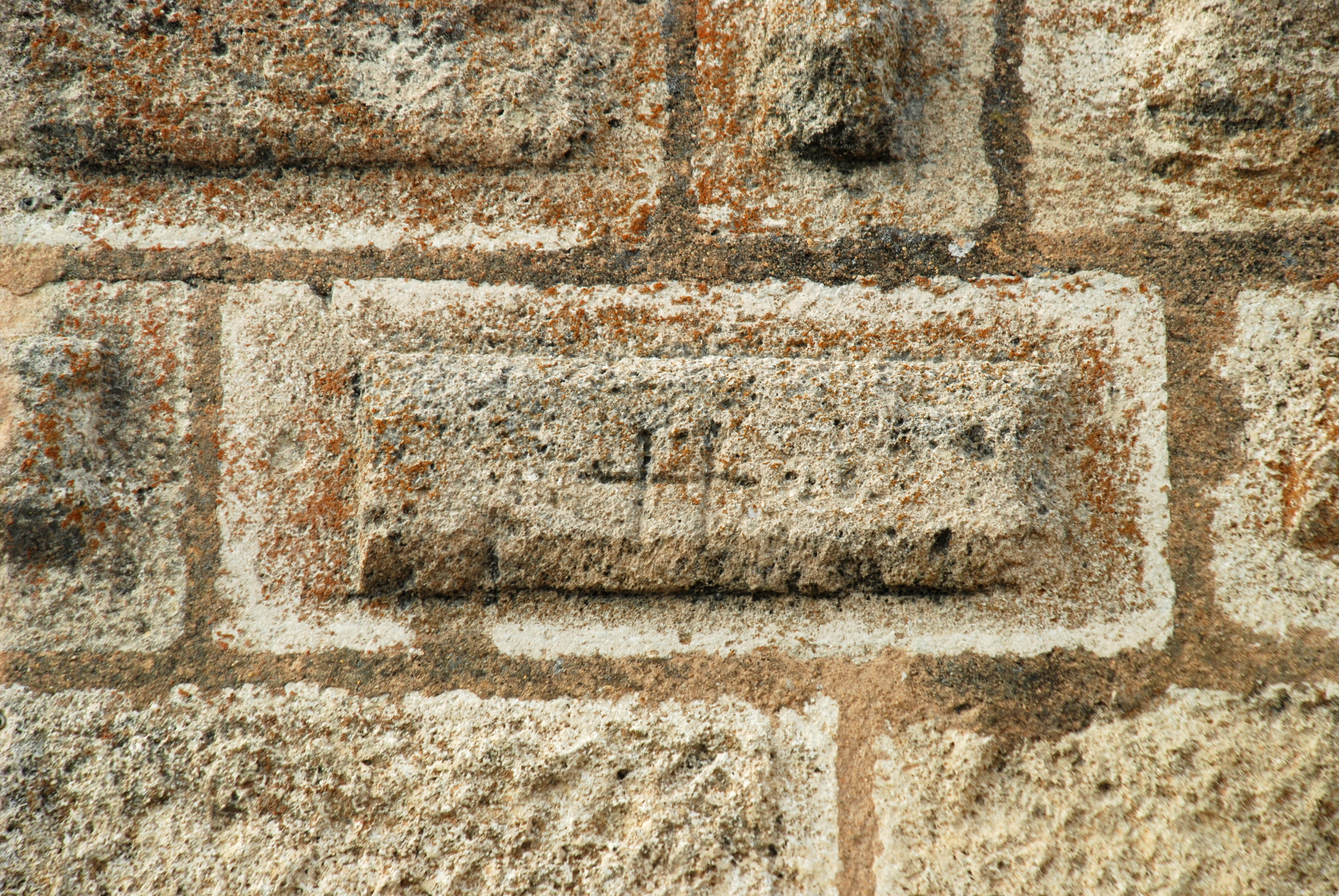
Marque de tâcheron.

La tour présente un hauteur de 16 m. De plan rectangulaire, elle est édifiée en pierres de taille à bossage (pierres de taille avec partie centrale saillante et joints accentués), exactement comme les remparts d'Aigues-Mortes,,. À mi-hauteur, la tour présente un bandeau de pierres à bossage plus régulières et de couleur plus foncée. Certaines pierres de taille présentent des marques de tâcheron similaires à celles que l'on trouve sur les remparts d'Aigues-Mortes.
La route passait jadis sous la tour, entre deux salles latérales aux murs percés d'archères, chaque issue étant barrée par une double herse protégée par un mâchicoulis intérieur ou assommoir,,, . Chaque porte est surmontée d'un arc surbaissé dont l'extrados est constitué de grands claveaux  en pierre de taille.
La base et le sommet des façades méridionales et septentrionales sont percés de deux grandes meurtrières tandis que les façades latérales en portent sur toute leur hauteur. La façade septentrionale, qui présente un moins bon état de conservation, porte en son centre, à la verticale de la porte, une petite guérite en pierre dotée d'un assommoir.
Au premier étage se trouve la salle de garde, couverte de voûtes sur croisées d'ogives, d'où les soldats manœuvraient les herses et qui leur servait de logement,.
La tour est surmontée d'une plate-forme qui permettait aux soldats du corps de garde de surveiller le pays alentour.
Le parapet de la plate-forme est doté d'une embrasure pour canon sur chaque face et d'une échauguette à chaque angle,,. Mais les échauguettes d'angle et la tourelle où se termine l'escalier d'accès à la plateforme ne faisaient pas partie de la construction primitive. De même, le parapet semble être lui aussi assez récent.

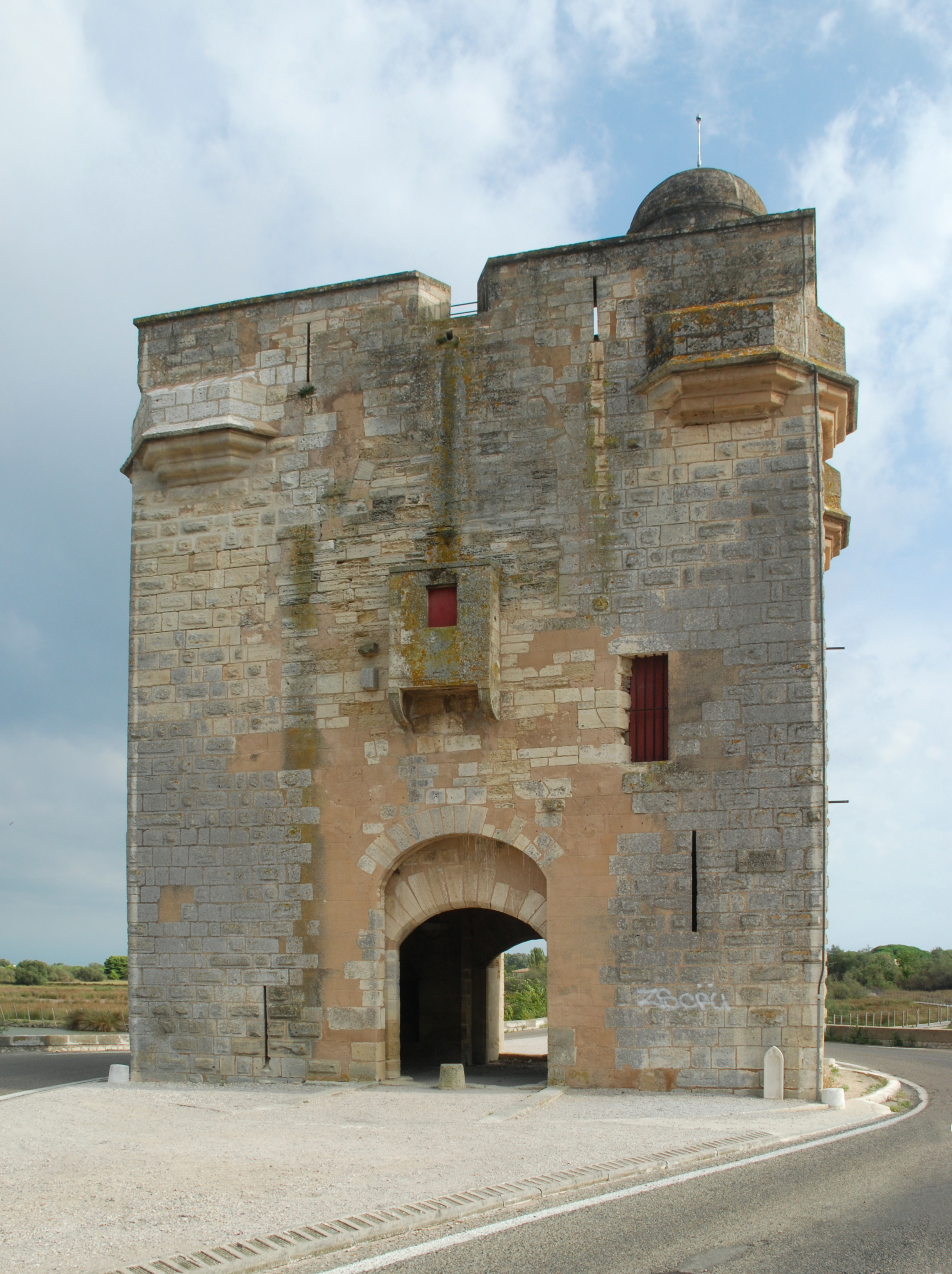
La façade septentrionale.
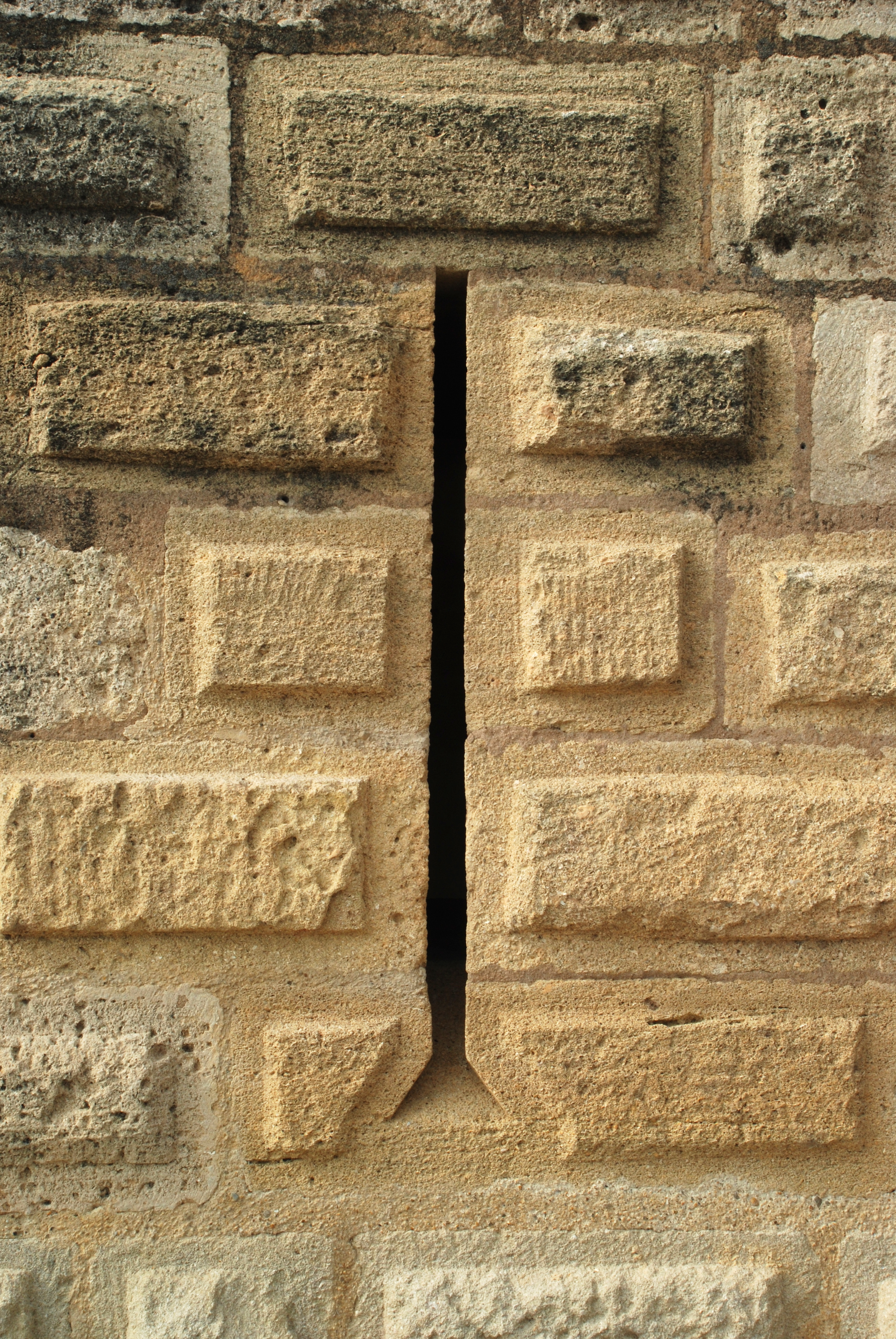
Meurtrière.
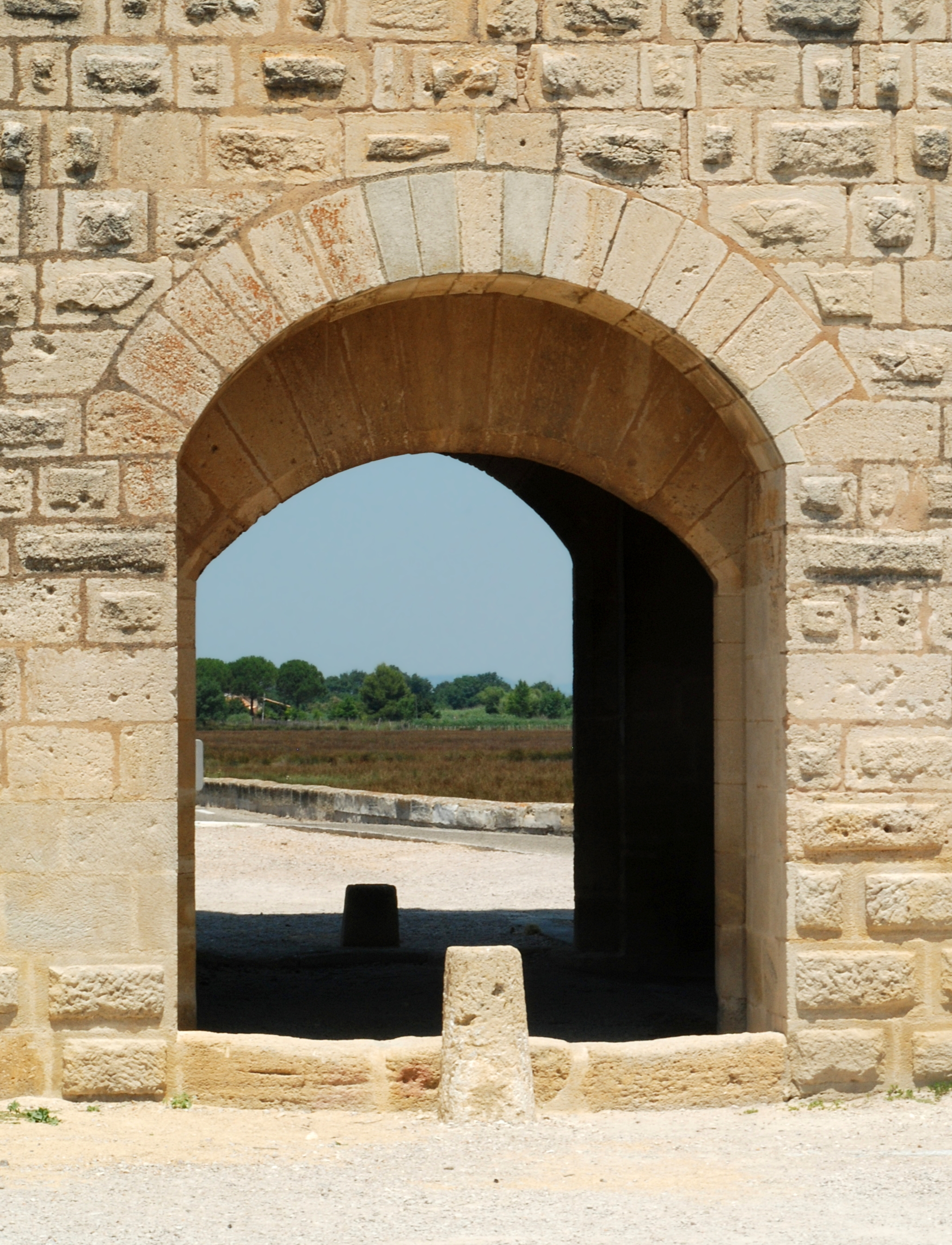
La porte de la tour.
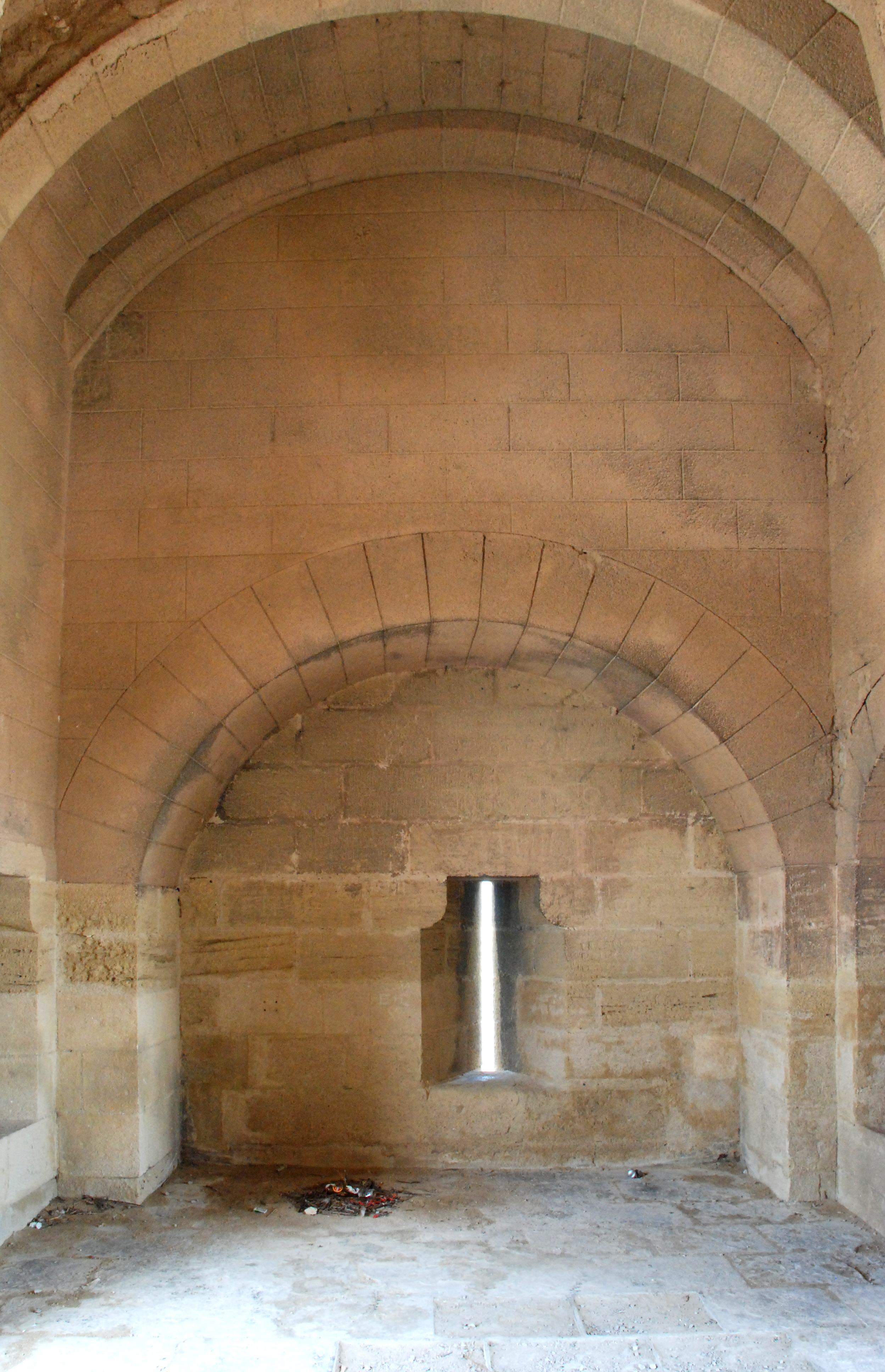
Salle intérieure.
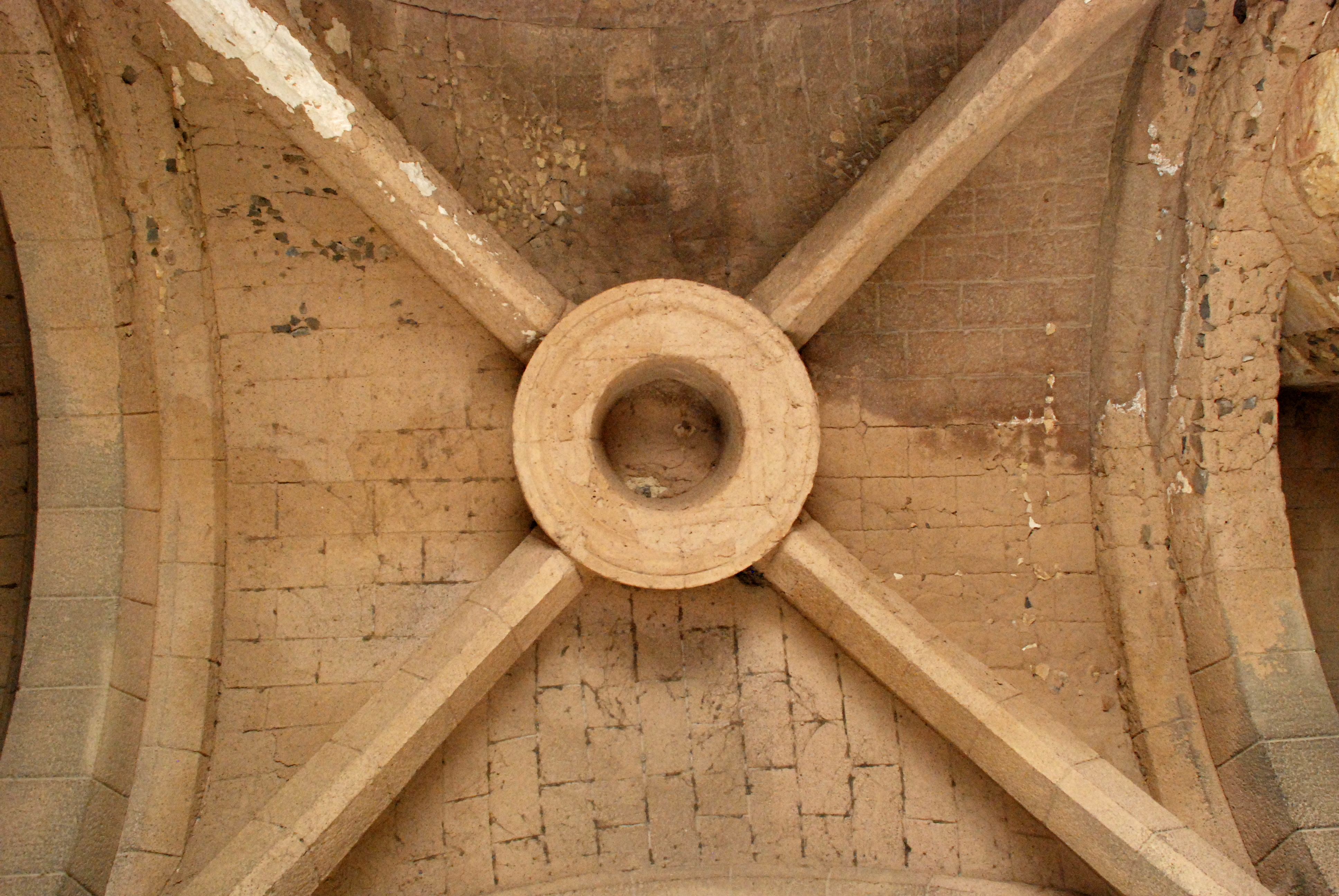
Voûte.
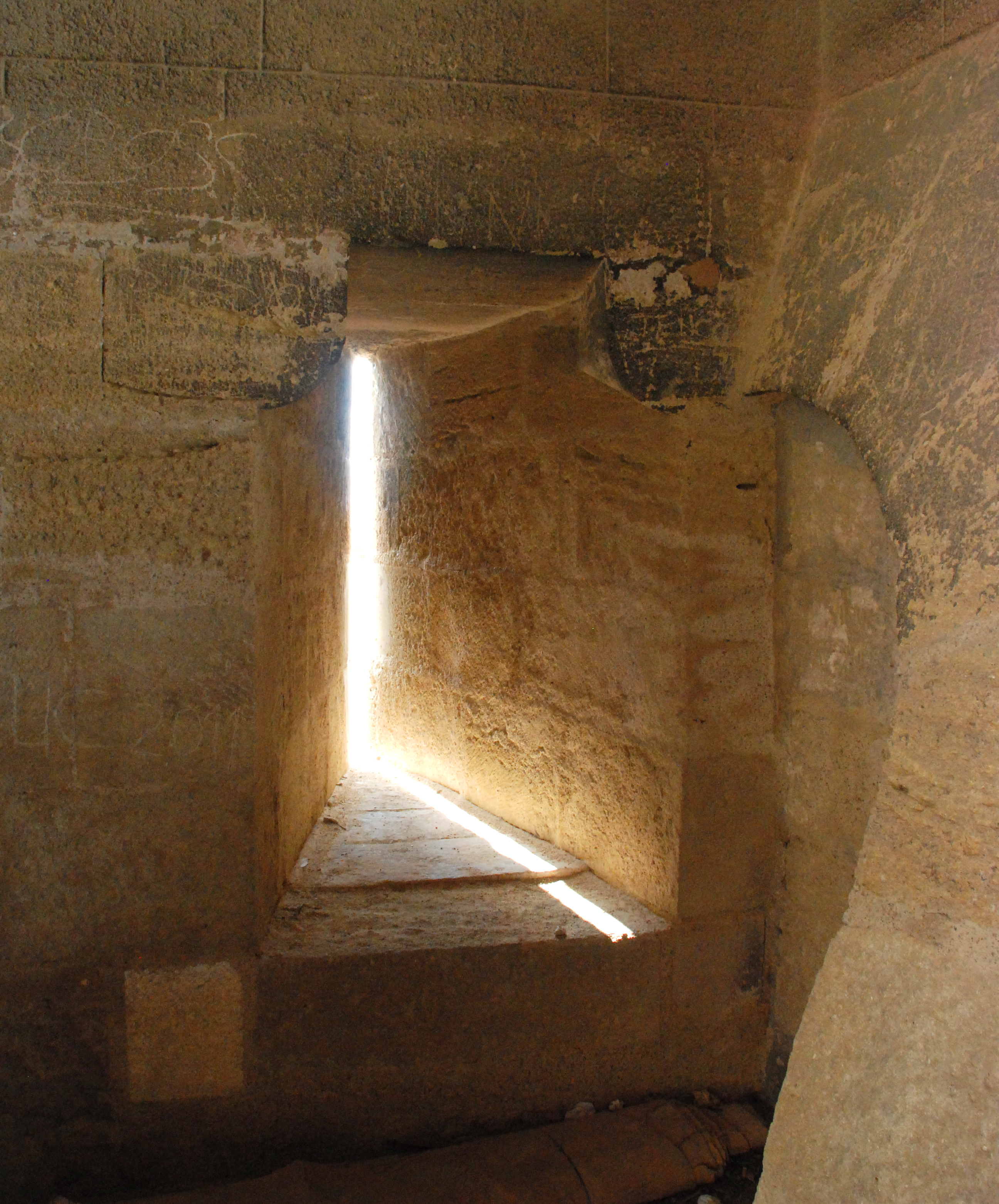
Meurtrière intérieure.

## Le site aujourd'hui
Fin 2009, la tour Carbonnière a fait l'objet de travaux visant à assurer la sécurité du public, notamment sur l'escalier et la terrasse. La terrasse offre un excellent point de vue à 360° sur la Petite Camargue et sur toute la région, du Mont Ventoux au Pic Saint-Loup, et constitue également un excellent point d'observation des marais et de leurs oiseaux (hérons, échasses, flamants roses),,.
Un sentier de découverte a également été créé dans le marais alentour : ce ponton en bois d'une largeur de 1,4 m est accessible aux personnes en fauteuil roulant.
Ces aménagements ont été réalisés par le Centre des monuments nationaux, la Direction régionale des Affaires culturelles (DRAC) de la région Languedoc-Roussillon et le Syndicat mixte pour la protection et la gestion de la Camargue gardoise, dans le cadre de l'opération Réseau des Grands Sites de France en Petite Camargue,,,. La tour fait partie depuis 2014 du Grand site de France de la Camargue gardoise.

La tour Carbonnière vue depuis le sentier de découverte et le marais
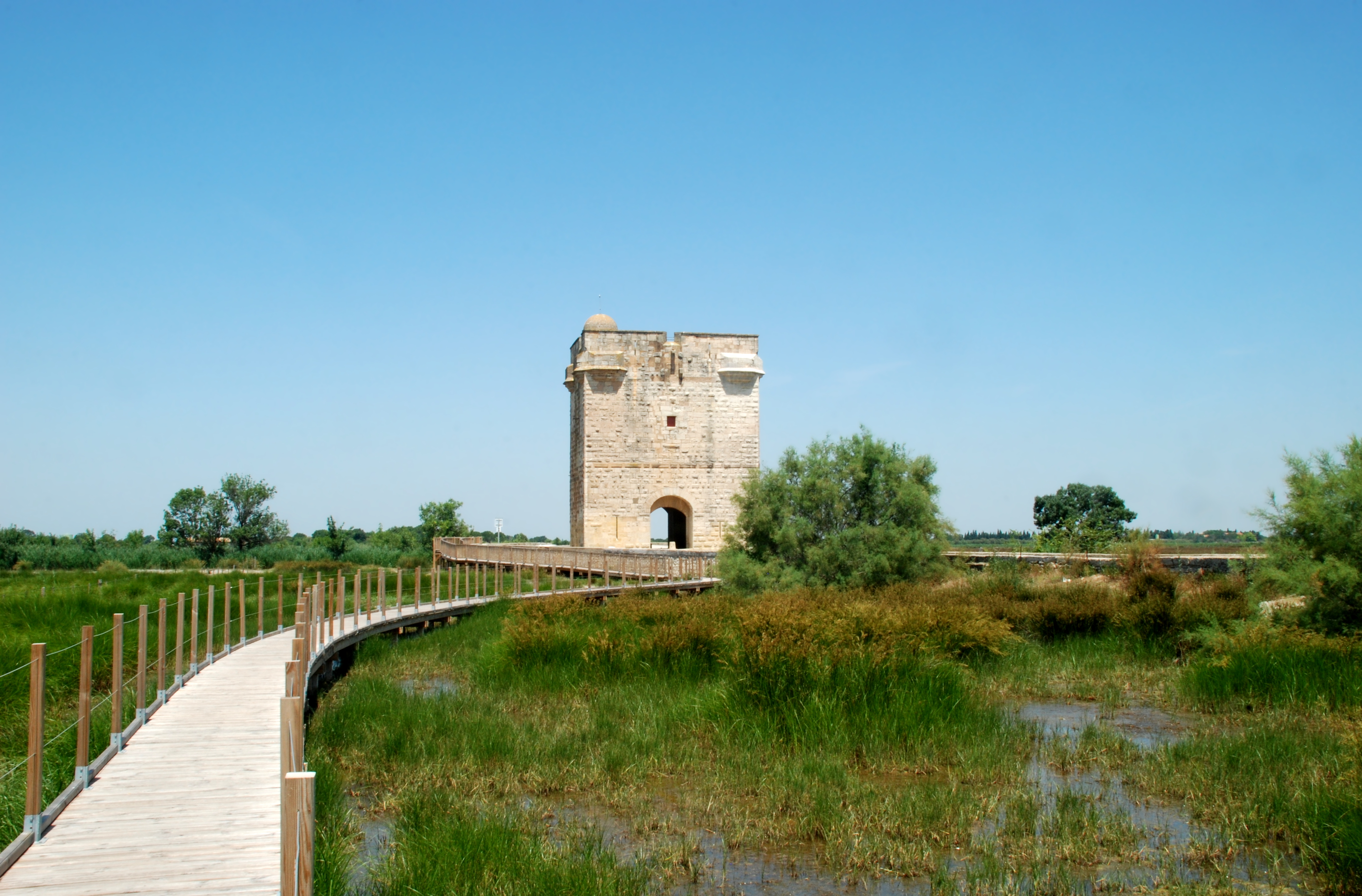
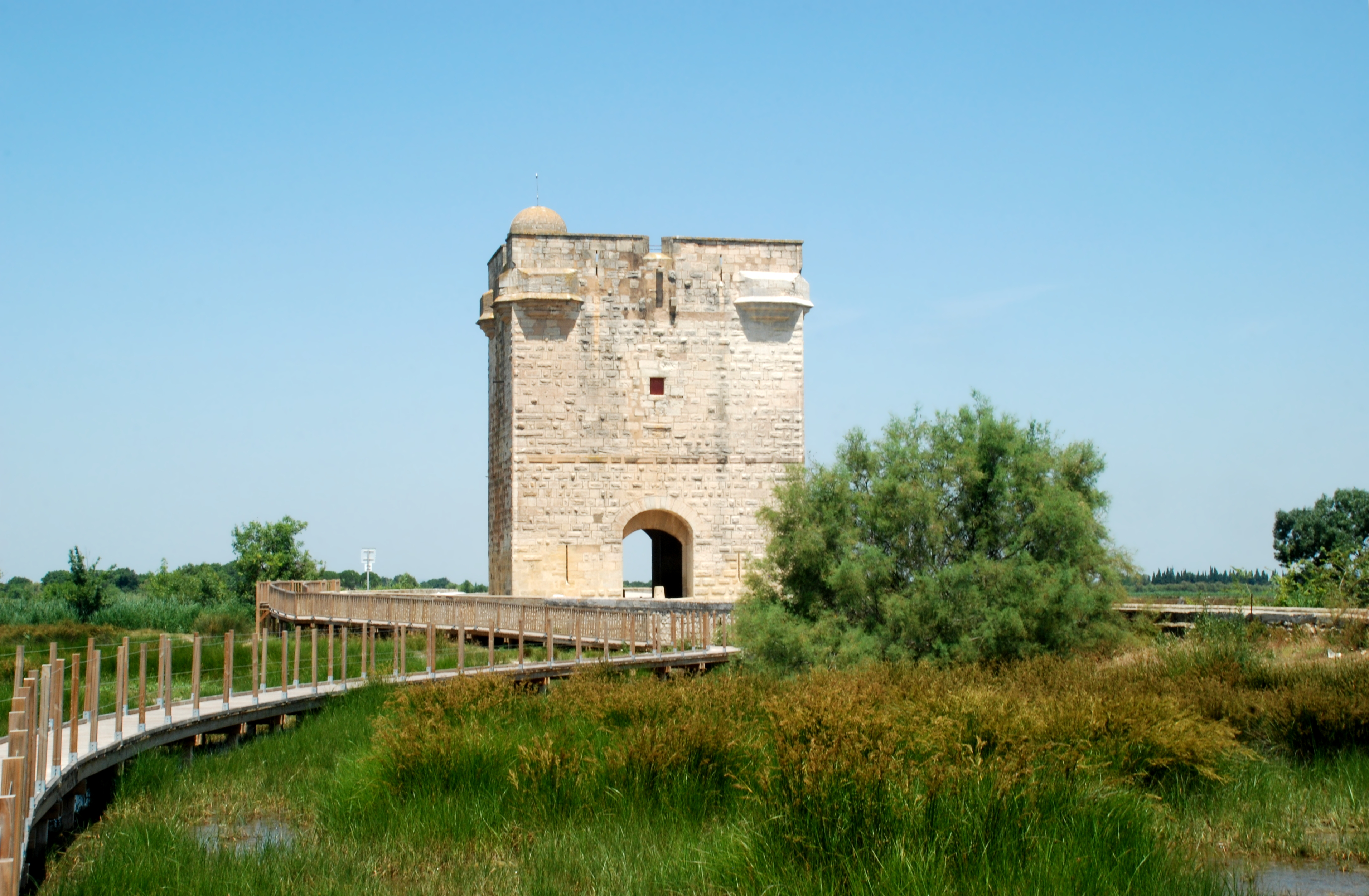
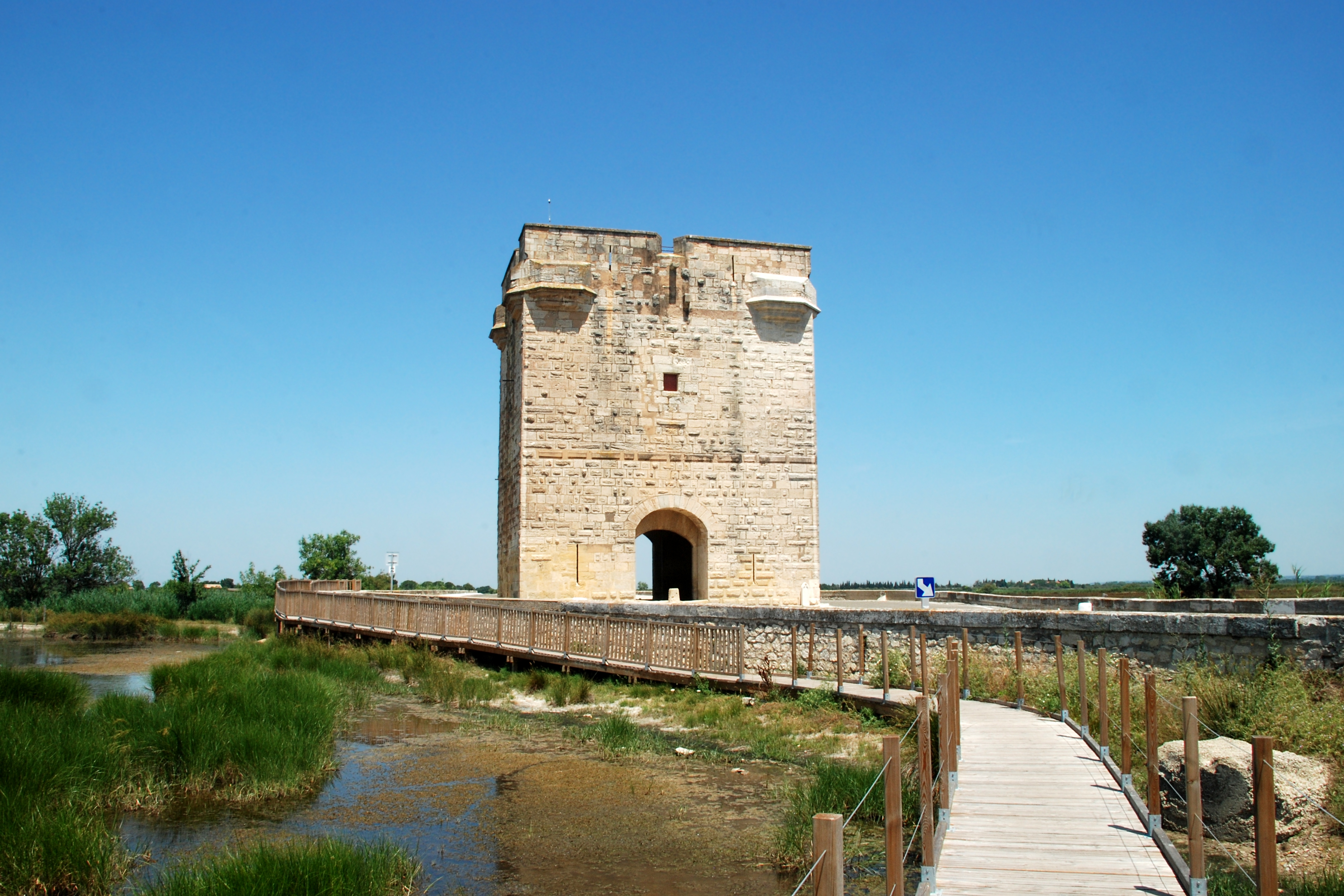